# Deuxième district congressionnel de l'Iowa
Le 2e district congressionnel de l'Iowa est un district de l'État américain de l'Iowa qui couvre la majeure partie de sa partie nord-est. Il comprend Cedar Rapids, Dubuque, Waterloo et Grinnell.
Le district est représenté par la Républicaine Ashley Hinson.

## Géographie
Le 2e district inclut la totalité des comtés suivants :
| #   | Comté       | Siège         | Population |
| --- | ----------- | ------------- | ---------- |
| 5   | Allamakee   | Waukon        | 14 074     |
| 11  | Benton      | Vinton        | 25 796     |
| 13  | Black Hawk  | Waterloo      | 130 471    |
| 17  | Bremer      | Waverly       | 25 307     |
| 19  | Buchanan    | Independence  | 20 691     |
| 23  | Butler      | Allison       | 14 172     |
| 33  | Cerro Gordo | Mason City    | 42 406     |
| 37  | Chickasaw   | New Hampton   | 11 658     |
| 43  | Clayton     | Elkader       | 16 969     |
| 55  | Delaware    | Manchester    | 17 600     |
| 61  | Dubuque     | Dubuque       | 98 887     |
| 65  | Fayette     | West Union    | 19 210     |
| 67  | Floyd       | Charles City  | 15 326     |
| 75  | Grundy      | Grundy Center | 12 384     |
| 83  | Hardin      | Eldora        | 16 463     |
| 89  | Howard      | Cresco        | 9376       |
| 113 | Linn        | Cedar Rapids  | 228 972    |
| 131 | Mitchell    | Osage         | 10 518     |
| 157 | Poweshiek   | Montezuma     | 18 453     |
| 171 | Tama        | Toledo        | 16 833     |
| 191 | Winneshiek  | Decorah       | 19 815     |
| 195 | Worth       | Northwood     | 7297       |

## Historique de vote
| Année | Poste      | Résultats                    |
| ----- | ---------- | ---------------------------- |
| 2000  | Président  | Gore 53,0 % - 43,0%          |
| 2004  | Président  | Kerry 55,0 % - 44,0 %        |
| 2008  | Président  | Obama 60,0 % - 38,0 %        |
| 2012  | Président  | Obama 56,0 % - 43,0 %        |
| 2014  | Senateur   | Ernst 49,0 % - 47,0 %        |
| 2014  | Gouverneur | Branstad 57,0 % - 40,0 %     |
| 2016  | Président  | Trump 49,0 % - 44,0 %        |
| 2018  | Gouverneur | Fred Hubbell 50,7 % - 47,3 % |
| 2020  | Président  | Trump 51,0 % - 47,0 %        |
| 2020  | Sénat      | Ernst 49,2 % - 47,7 %        |
| 2022  | Sénat      | Grassley 54,6 % - 45,3 %     |

## Liste des Représentants du district
| Membre                          | Parti       | Années                              | Congrès        | Histoire électorale | Zone géographie |
| ------------------------------- | ----------- | ----------------------------------- | -------------- | --- | --------------- |
| District établit le 4 mars 1847 |             |                                     |                | |                 |
| Shepherd Leffler (en)           | Démocrate   | 4 mars 1847 - 3 mars 1851           | 30e , 31e      | Redécoupage depuis le district at-large et réélu en 1846. Réélu en 1848. Retrait.                                                                                                 | 1847–1849       |
| Shepherd Leffler (en)           | Démocrate   | 4 mars 1847 - 3 mars 1851           | 30e , 31e      | Redécoupage depuis le district at-large et réélu en 1846. Réélu en 1848. Retrait.                                                                                                 | 1849–1859       |
| Lincoln Clark (en)              | Démocrate   | 4 mars 1851 - 3 mars 1853           | 32e            | Élu en 1850. Perds sa réélection. |                 |
| John P. Cook (en)               | Whig        | 4 mars 1853 - 3 mars 1855           | 33e            | Élu en 1852. Retrait. |                 |
| James Thorington (en)           | Whig        | 4 mars 1855 - 3 mars 1857           | 34e            | Élu en 1854. Perds sa renomination. |                 |
| Timothy Davis (en)              | Républicain | 4 mars 1857 - 3 mars 1859           | 35e            | Élu en 1856. Retrait. |                 |
| William Vandever (en)           | Républicain | 4 mars 1859 - 3 mars 1863           | 36,3736e , 37e | Élu en 1858. Réélu en 1860. Retrait. | 1859–1863       |
| Hiram Price (en)                | Républicain | 4 mars 1863 - 3 mars 1869           | 38e - 40e      | Élu en 1862. Réélu en 1864. Réélu en 1866. Retrait. | 1863–1873       |
| William Smyth                   | Républicain | 4 mars 1869 - 30 septembre 1870     | 41e            | Élu en 1868. Décès. | 1863–1873       |
| Vacant                          | Vacant      | 30 septembre 1870 - 6 décembre 1870 | 41e            | | 1863–1873       |
| William P. Wolf (en)            | Républicain | 6 décembre 1870 - 3 mars 1871       | 41e            | Élu pour terminer le mandat Smyth. Retrait. | 1863–1873       |
| Aylett R. Cotton (en)           | Républicain | 4 mars 1871 - 3 mars 1875           | 42e , 43e      | Élu en 1870. Réélu en 1872. Perds sa renomination. | 1863–1873       |
| Aylett R. Cotton (en)           | Républicain | 4 mars 1871 - 3 mars 1875           | 42e , 43e      | Élu en 1870. Réélu en 1872. Perds sa renomination. | 1873–1883       |
| John Q. Tufts (en)              | Républicain | 4 mars 1875 - 3 mars 1877           | 44e            | Élu en 1874. Retrait. |                 |
| Hiram Price (en)                | Républicain | 4 mars 1877 - 3 mars 1881           | 45e , 46e      | Élu en 1876. Réélu en 1878. Retrait. |                 |
| Sewall S. Farwell (en)          | Républicain | 4 mars 1881 - 3 mars 1883           | 47e            | Élu en 1880. Perds sa réélection. |                 |
| Jeremiah H. Murphy (en)         | Démocrate   | 4 mars 1883 - 3 mars 1887           | 48e , 49e      | Élu en 1882. Réélu en 1884. Perds sa renomination. | 1883–1887       |
| Walter I. Hayes (en)            | Démocrate   | 4 mars 1887 - 3 mars 1895           | 50e - 53e      | Élu en 1886. Réélu en 1888. Réélu en 1890. Réélu en 1892. Perds sa renomination.                                                                                                  | 1887–1933       |
| George M. Curtis (en)           | Républicain | 4 mars 1895 - 3 mars 1899           | 54e , 55e      | Élu en 1894. Réélu en 1896. Retrait. | 1887–1933       |
| Joseph R. Lane (en)             | Républicain | 4 mars 1899 - 3 mars 1901           | 56e            | Élu en 1898. Retrait. | 1887–1933       |
| John N. W. Rumple (en)          | Républicain | 4 mars 1901 - 31 janvier 1903       | 57e            | Élu en 1900. Retrait et décède avec le début du prochain mandat. | 1887–1933       |
| Vacant                          | Vacant      | 31 janvier 1903 - 3 mars 1903       | 57e            | | 1887–1933       |
| Martin J. Wade (en)             | Démocrate   | 4 mars 1903 - 3 mars 1905           | 58e            | Élu en 1902. Perds sa réélection. | 1887–1933       |
| Albert F. Dawson (en)           | Républicain | 4 mars 1905 - 3 mars 1911           | 59e - 61e      | Élu en 1904. Réélu en 1906. Réélu en 1908. Retrait. | 1887–1933       |
| Irvin S. Pepper (en)            | Démocrate   | 4 mars 1911 - 22 décembre 1913      | 62e , 63e      | Élu en 1910. Réélu en 1912. Décès. | 1887–1933       |
| Vacant                          | Vacant      | 22 décembre 1913 - 10 février 1914  | 63e            | | 1887–1933       |
| Henry Vollmer (en)              | Démocrate   | 10 février 1914 - 3 mars 1915       | 63e            | Élu pour terminer le mandat de Pepper. Retrait. | 1887–1933       |
| Harry E. Hull (en)              | Républicain | 4 mars 1915 - 3 mars 1925           | 64-6864e - 68e | Élu en 1914. Réélu en 1916. Réélu en 1918. Réélu en 1920. Réélu en 1922. Perds sa renomination.                                                                                   | 1887–1933       |
| F. Dickinson Letts (en)         | Républicain | 4 mars 1925 - 3 mars 1931           | 69e - 71e      | Élu en 1924. Réélu en 1926. Réélu en 1928. Perds sa réélection. | 1887–1933       |
| Bernhard M. Jacobsen (en)       | Démocrate   | 4 mars 1931 - 30 juin 1936          | 72e - 74e      | Élu en 1930. Réélu en 1932. Réélu en 1934. Décès. | 1887–1933       |
| Bernhard M. Jacobsen (en)       | Démocrate   | 4 mars 1931 - 30 juin 1936          | 72e - 74e      | Élu en 1930. Réélu en 1932. Réélu en 1934. Décès. | 1933–1943       |
| Vacant                          | Vacant      | 30 juin 1936 - 3 janvier 1937       | 74e            | |                 |
| William S. Jacobsen (en)        | Démocrate   | 3 janvier 1937 - 3 janvier 1943     | 75e - 77e      | Élu en 1936. Réélu en 1938. Réélu en 1940. Perds sa réélection. |                 |
| Henry O. Talle (en)             | Républicain | 3 janvier 1943 - 3 janvier 1959     | 78e - 85e      | Redécoupage depuis le 4e district et réélu en 1942. Réélu en 1944. Réélu en 1946. Réélu en 1948. Réélu en 1950. Réélu en 1952. Réélu en 1954. Réélu en 1956. Perds sa réélection. | 1943–1963       |
| Leonard G. Wolf (en)            | Démocrate   | 3 janvier 1959 - 3 janvier 1961     | 86e            | Élu en 1958. Perds sa réélection. | 1943–1963       |
| James E. Bromwell (en)          | Républicain | 3 janvier 1961 - 3 janvier 1965     | 87e , 88e      | Élu en 1960. Réélu en 1962. Perds sa réélection. | 1943–1963       |
| James E. Bromwell (en)          | Républicain | 3 janvier 1961 - 3 janvier 1965     | 87e , 88e      | Élu en 1960. Réélu en 1962. Perds sa réélection. | 1963–1973       |
| John Culver                     | Démocrate   | 3 janvier 1965 - 3 janvier 1975     | 89e - 93e      | Élu en 1964. Réélu en 1966. Réélu en 1968. Réélu en 1970. Réélu en 1972. Retrait pour se présenter comme Sénateur des États-Unis.                                                 |                 |
| John Culver                     | Démocrate   | 3 janvier 1965 - 3 janvier 1975     | 89e - 93e      | Élu en 1964. Réélu en 1966. Réélu en 1968. Réélu en 1970. Réélu en 1972. Retrait pour se présenter comme Sénateur des États-Unis.                                                 | 1973–1983       |
| Mike Blouin (en)                | Démocrate   | 3 janvier 1975 - 3 janvier 1979     | 94e , 95e      | Élu en 1974. Réélu en 1976. Perds sa réélection. |                 |
| Tom Tauke                       | Républicain | 3 janvier 1979 - 3 janvier 1991     | 96e - 101e     | Élu en 1978. Réélu en 1980. Réélu en 1982. Réélu en 1984. Réélu en 1986. Réélu en 1988. Retrait pour se présenter comme Sénateur des États-Unis.                                  |                 |
| Tom Tauke                       | Républicain | 3 janvier 1979 - 3 janvier 1991     | 96e - 101e     | Élu en 1978. Réélu en 1980. Réélu en 1982. Réélu en 1984. Réélu en 1986. Réélu en 1988. Retrait pour se présenter comme Sénateur des États-Unis.                                  | 1983–1993       |
| Jim Nussle                      | Républicain | 3 janvier 1991 - 3 janvier 2003     | 102e - 107e    | Élu en 1990. Réélu en 1992. Réélu en 1994. Réélu en 1996. Réélu en 1998. Réélu en 2000. Redécoupage vers le 1er district.                                                         |                 |
| Jim Nussle                      | Républicain | 3 janvier 1991 - 3 janvier 2003     | 102e - 107e    | Élu en 1990. Réélu en 1992. Réélu en 1994. Réélu en 1996. Réélu en 1998. Réélu en 2000. Redécoupage vers le 1er district.                                                         | 1993–2003       |
| Jim Leach (en)                  | Républicain | 3 janvier 2003 - 3 janvier 2007     | 108e , 109e    | Redécoupage depuis le 1er district et réélu en 2002. Réélu en 2004. Perds sa réélection.                                                                                          | 2003–2013       |
| Dave Loebsack                   | Démocrate   | 3 janvier 2007 - 3 janvier 2021     | 110e - 116e    | Élu en 2006. Réélu en 2008. Réélu en 2010. Réélu en 2012. Réélu en 2014. Réélu en 2016. Réélu en 2018. Retrait.                                                                   | 2003–2013       |
| Dave Loebsack                   | Démocrate   | 3 janvier 2007 - 3 janvier 2021     | 110e - 116e    | Élu en 2006. Réélu en 2008. Réélu en 2010. Réélu en 2012. Réélu en 2014. Réélu en 2016. Réélu en 2018. Retrait.                                                                   | 2013–2023       |
| Mariannette Miller-Meeks        | Républicain | 3 janvier 2021 - 3 janvier 2023     | 117e           | Élue en 2020. Redécoupage vers le 1er district. |                 |
| Ashley Hinson                   | Républicain | 3 janvier 2023 - Présent            | 118e           | Redécoupage depuis le 1er district et réélu en 2022. | 2023–Présent    |

## Résultats des récentes élections
Voici les résultats des dix précédents cycles électoraux dans le district.

## Frontières historiques du district

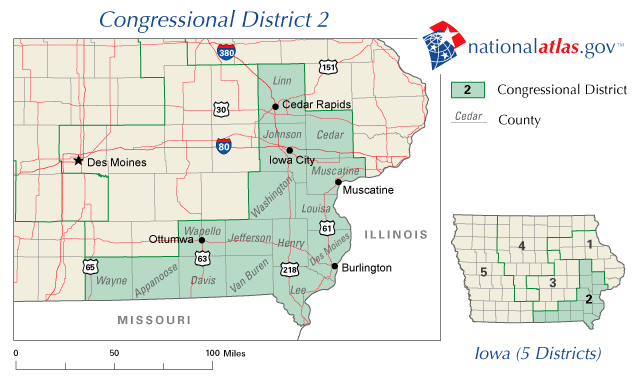
2003 - 2013

### 2004
| Élection de 2004 du 2e district congressionnel de l'Iowa | Élection de 2004 du 2e district congressionnel de l'Iowa | Élection de 2004 du 2e district congressionnel de l'Iowa | Élection de 2004 du 2e district congressionnel de l'Iowa | Élection de 2004 du 2e district congressionnel de l'Iowa |
| -------------------------------------------------------- | -------------------------------------------------------- | -------------------------------------------------------- | -------------------------------------------------------- | -------------------------------------------------------- |
| Parti                                                    | Parti                                                    | Candidat                                                 | Votes                                                    | %                                                        |
|                                                          | Républicain                                              | Jim Leach (en) (sortant)                                 | 176 684                                                  | 58,92                                                    |
|                                                          | Démocrate                                                | Dave Franker                                             | 117 405                                                  | 39,15                                                    |
|                                                          | Libertarien                                              | Kevin Litten                                             | 5586                                                     | 1,86                                                     |
|                                                          | No Party                                                 | Autres                                                   | 206                                                      | 0,07                                                     |
| Total des votes                                          | Total des votes                                          | Total des votes                                          | 299 881                                                  | 100%                                                     |
|                                                          | Les Républicains conservent                              |                                                          |                                                          |                                                          |

### 2006
| Élection de 2006 du 2e district congressionnel de l'Iowa | Élection de 2006 du 2e district congressionnel de l'Iowa | Élection de 2006 du 2e district congressionnel de l'Iowa | Élection de 2006 du 2e district congressionnel de l'Iowa | Élection de 2006 du 2e district congressionnel de l'Iowa |
| -------------------------------------------------------- | -------------------------------------------------------- | -------------------------------------------------------- | -------------------------------------------------------- | -------------------------------------------------------- |
| Parti                                                    | Parti                                                    | Candidat                                                 | Votes                                                    | %                                                        |
|                                                          | Démocrate                                                | Dave Loebsack                                            | 107 683                                                  | 51,38                                                    |
|                                                          | Républicain                                              | Jim Leach (en) (sortant)                                 | 101 707                                                  | 48,53                                                    |
|                                                          | No Party                                                 | Autres                                                   | 196                                                      | 0,09                                                     |
| Total des votes                                          | Total des votes                                          | Total des votes                                          | 209 586                                                  | 100%                                                     |
|                                                          | Les Démocrates prennent aux Républicains                 |                                                          |                                                          |                                                          |

### 2008
| Élection de 2008 du 2e district congressionnel de l'Iowa | Élection de 2008 du 2e district congressionnel de l'Iowa | Élection de 2008 du 2e district congressionnel de l'Iowa | Élection de 2008 du 2e district congressionnel de l'Iowa | Élection de 2008 du 2e district congressionnel de l'Iowa |
| -------------------------------------------------------- | -------------------------------------------------------- | -------------------------------------------------------- | -------------------------------------------------------- | -------------------------------------------------------- |
| Parti                                                    | Parti                                                    | Candidat                                                 | Votes                                                    | %                                                        |
|                                                          | Démocrate                                                | Dave Loebsack (sortant)                                  | 175 218                                                  | 57,19                                                    |
|                                                          | Républicain                                              | Mariannette Miller-Meeks                                 | 118 778                                                  | 38,77                                                    |
|                                                          | Vert                                                     | Wendy Barth                                              | 6664                                                     | 2,18                                                     |
|                                                          | Indépendant                                              | Brian White                                              | 5437                                                     | 1,78                                                     |
|                                                          | No Party                                                 | Autres                                                   | 261                                                      | 0,09                                                     |
| Total des votes                                          | Total des votes                                          | Total des votes                                          | 306 358                                                  | 100%                                                     |
|                                                          | Les Démocrates conservent                                |                                                          |                                                          |                                                          |

### 2010
| Élection de 2010 du 2e district congressionnel de l'Iowa | Élection de 2010 du 2e district congressionnel de l'Iowa | Élection de 2010 du 2e district congressionnel de l'Iowa | Élection de 2010 du 2e district congressionnel de l'Iowa | Élection de 2010 du 2e district congressionnel de l'Iowa |
| -------------------------------------------------------- | -------------------------------------------------------- | -------------------------------------------------------- | -------------------------------------------------------- | -------------------------------------------------------- |
| Parti                                                    | Parti                                                    | Candidat                                                 | Votes                                                    | %                                                        |
|                                                          | Démocrate                                                | Dave Loebsack (sortant)                                  | 115 839                                                  | 50,99                                                    |
|                                                          | Républicain                                              | Mariannette Miller-Meeks                                 | 104 319                                                  | 45,92                                                    |
|                                                          | Libertarien                                              | Gary Joseph Sicard                                       | 4356                                                     | 1,92                                                     |
|                                                          | Constitution                                             | Jon Tack                                                 | 2463                                                     | 1,08                                                     |
|                                                          | No Party                                                 | Autres                                                   | 198                                                      | 0,09                                                     |
| Total des votes                                          | Total des votes                                          | Total des votes                                          | 227 175                                                  | 100%                                                     |
|                                                          | Les Démocrates conservent                                |                                                          |                                                          |                                                          |

### 2012
| Élection de 2012 du 2e district congressionnel de l'Iowa | Élection de 2012 du 2e district congressionnel de l'Iowa | Élection de 2012 du 2e district congressionnel de l'Iowa | Élection de 2012 du 2e district congressionnel de l'Iowa | Élection de 2012 du 2e district congressionnel de l'Iowa |
| -------------------------------------------------------- | -------------------------------------------------------- | -------------------------------------------------------- | -------------------------------------------------------- | -------------------------------------------------------- |
| Parti                                                    | Parti                                                    | Candidat                                                 | Votes                                                    | %                                                        |
|                                                          | Démocrate                                                | Dave Loebsack (sortant)                                  | 211 863                                                  | 55,57                                                    |
|                                                          | Républicain                                              | John Archer                                              | 161 977                                                  | 42,48                                                    |
|                                                          | Indépendant                                              | Alan Aversa                                              | 7112                                                     | 1,87                                                     |
|                                                          | No Party                                                 | Autres                                                   | 198                                                      | 0,09                                                     |
| Total des votes                                          | Total des votes                                          | Total des votes                                          | 381 275                                                  | 100%                                                     |
|                                                          | Les Démocrates conservent                                |                                                          |                                                          |                                                          |

### 2014
| Élection de 2014 du 2e district congressionnel de l'Iowa | Élection de 2014 du 2e district congressionnel de l'Iowa | Élection de 2014 du 2e district congressionnel de l'Iowa | Élection de 2014 du 2e district congressionnel de l'Iowa | Élection de 2014 du 2e district congressionnel de l'Iowa |
| -------------------------------------------------------- | -------------------------------------------------------- | -------------------------------------------------------- | -------------------------------------------------------- | -------------------------------------------------------- |
| Parti                                                    | Parti                                                    | Candidat                                                 | Votes                                                    | %                                                        |
|                                                          | Démocrate                                                | Dave Loebsack (sortant)                                  | 143 431                                                  | 52,5                                                     |
|                                                          | Républicain                                              | Mariannette Miller-Meeks                                 | 129 455                                                  | 47,4                                                     |
|                                                          | Write-in                                                 | Write-in                                                 | 443                                                      | 0,2                                                      |
| Total des votes                                          | Total des votes                                          | Total des votes                                          | 273 329                                                  | 100%                                                     |
|                                                          | Les Démocrates conservent                                |                                                          |                                                          |                                                          |

### 2016
| Élection de 2016 du 2e district congressionnel de l'Iowa | Élection de 2016 du 2e district congressionnel de l'Iowa | Élection de 2016 du 2e district congressionnel de l'Iowa | Élection de 2016 du 2e district congressionnel de l'Iowa | Élection de 2016 du 2e district congressionnel de l'Iowa |
| -------------------------------------------------------- | -------------------------------------------------------- | -------------------------------------------------------- | -------------------------------------------------------- | -------------------------------------------------------- |
| Parti                                                    | Parti                                                    | Candidat                                                 | Votes                                                    | %                                                        |
|                                                          | Démocrate                                                | Dave Loebsack (sortant)                                  | 198 571                                                  | 53,7                                                     |
|                                                          | Républicain                                              | Christopher Peters                                       | 170 933                                                  | 46,2                                                     |
|                                                          | Write-in                                                 | Write-in                                                 | 528                                                      | 0,1                                                      |
| Total des votes                                          | Total des votes                                          | Total des votes                                          | 370 032                                                  | 100%                                                     |
|                                                          | Les Démocrates conservent                                |                                                          |                                                          |                                                          |

### 2018
| Élection de 2018 du 2e district congressionnel de l'Iowa | Élection de 2018 du 2e district congressionnel de l'Iowa | Élection de 2018 du 2e district congressionnel de l'Iowa | Élection de 2018 du 2e district congressionnel de l'Iowa | Élection de 2018 du 2e district congressionnel de l'Iowa |
| -------------------------------------------------------- | -------------------------------------------------------- | -------------------------------------------------------- | -------------------------------------------------------- | -------------------------------------------------------- |
| Parti                                                    | Parti                                                    | Candidat                                                 | Votes                                                    | %                                                        |
|                                                          | Démocrate                                                | Dave Loebsack (sortant)                                  | 171 120                                                  | 54,8                                                     |
|                                                          | Républicain                                              | Christophe Peters                                        | 133 051                                                  | 42,6                                                     |
|                                                          | Libertarien                                              | Mark David Strauss                                       | 6176                                                     | 1,98                                                     |
|                                                          | Indépendant                                              | Daniel Clark                                             | 1839                                                     | 0,59                                                     |
|                                                          | Write-In                                                 | Write-In                                                 | 171                                                      | 0,05                                                     |
| Total des votes                                          | Total des votes                                          | Total des votes                                          | 312 357                                                  | 100%                                                     |
|                                                          | Les Démocrates conservent                                |                                                          |                                                          |                                                          |

### 2020
| Élection de 2020 du 2e district congressionnel de l'Iowa | Élection de 2020 du 2e district congressionnel de l'Iowa | Élection de 2020 du 2e district congressionnel de l'Iowa | Élection de 2020 du 2e district congressionnel de l'Iowa | Élection de 2020 du 2e district congressionnel de l'Iowa |
| -------------------------------------------------------- | -------------------------------------------------------- | -------------------------------------------------------- | -------------------------------------------------------- | -------------------------------------------------------- |
| Parti                                                    | Parti                                                    | Candidat                                                 | Votes                                                    | %                                                        |
|                                                          | Républicain                                              | Mariannette Miller-Meeks                                 | 196 864                                                  | 49.912                                                   |
|                                                          | Démocrate                                                | Rita Hart                                                | 196 858                                                  | 49.910                                                   |
| Total des votes                                          | Total des votes                                          | Total des votes                                          | 394 439                                                  | 100%                                                     |
|                                                          | Les Républicains prennent aux Démocrates                 |                                                          |                                                          |                                                          |

### 2022
| Primaire Républicaine de 2022 du 2e district congressionnel de l'Iowa | Primaire Républicaine de 2022 du 2e district congressionnel de l'Iowa | Primaire Républicaine de 2022 du 2e district congressionnel de l'Iowa | Primaire Républicaine de 2022 du 2e district congressionnel de l'Iowa | Primaire Républicaine de 2022 du 2e district congressionnel de l'Iowa |
| --------------------------------------------------------------------- | --------------------------------------------------------------------- | --------------------------------------------------------------------- | --------------------------------------------------------------------- | --------------------------------------------------------------------- |
| Parti                                                                 | Parti                                                                 | Candidat                                                              | Votes                                                                 | %                                                                     |
|                                                                       | Républicain                                                           | Ashley Hinson                                                         | 39 897                                                                | 100%                                                                  |

| Primaire Démocrate de 2022 du 2e district congressionnel de l'Iowa | Primaire Démocrate de 2022 du 2e district congressionnel de l'Iowa | Primaire Démocrate de 2022 du 2e district congressionnel de l'Iowa | Primaire Démocrate de 2022 du 2e district congressionnel de l'Iowa | Primaire Démocrate de 2022 du 2e district congressionnel de l'Iowa |
| ------------------------------------------------------------------ | ------------------------------------------------------------------ | ------------------------------------------------------------------ | ------------------------------------------------------------------ | ------------------------------------------------------------------ |
| Parti                                                              | Parti                                                              | Candidat                                                           | Votes                                                              | %                                                                  |
|                                                                    | Démocrate                                                          | Liz Mathis                                                         | 40 737                                                             | 100%                                                               |

| Élection de 2004 du 2e district congressionnel de l'Iowa | Élection de 2004 du 2e district congressionnel de l'Iowa | Élection de 2004 du 2e district congressionnel de l'Iowa | Élection de 2004 du 2e district congressionnel de l'Iowa | Élection de 2004 du 2e district congressionnel de l'Iowa |
| -------------------------------------------------------- | -------------------------------------------------------- | -------------------------------------------------------- | -------------------------------------------------------- | -------------------------------------------------------- |
| Parti                                                    | Parti                                                    | Candidat                                                 | Votes                                                    | %                                                        |
|                                                          | Républicain                                              | Ashley Hinson                                            | 172 181                                                  | 54,1                                                     |
|                                                          | Démocrate                                                | Liz Mathis                                               | 145 940                                                  | 45,8                                                     |
|                                                          | Write-In                                                 | Write-In                                                 | 278                                                      | 0,1                                                      |
| Total des votes                                          | Total des votes                                          | Total des votes                                          | 318 399                                                  | 100%                                                     |
|                                                          | Les Républicains conservent                              |                                                          |                                                          |                                                          |

### 2024
| Primaire Républicaine de 2024 du 2e district congressionnel de l'Iowa | Primaire Républicaine de 2024 du 2e district congressionnel de l'Iowa | Primaire Républicaine de 2024 du 2e district congressionnel de l'Iowa | Primaire Républicaine de 2024 du 2e district congressionnel de l'Iowa | Primaire Républicaine de 2024 du 2e district congressionnel de l'Iowa |
| --------------------------------------------------------------------- | --------------------------------------------------------------------- | --------------------------------------------------------------------- | --------------------------------------------------------------------- | --------------------------------------------------------------------- |
| Parti                                                                 | Parti                                                                 | Candidat                                                              | Votes                                                                 | %                                                                     |
|                                                                       | Républicain                                                           | Ashley Hinson (sortante)                                              | 22 626                                                                | 100%                                                                  |

| Primaire Démocrate de 2024 du 2e district congressionnel de l'Iowa | Primaire Démocrate de 2024 du 2e district congressionnel de l'Iowa | Primaire Démocrate de 2024 du 2e district congressionnel de l'Iowa | Primaire Démocrate de 2024 du 2e district congressionnel de l'Iowa | Primaire Démocrate de 2024 du 2e district congressionnel de l'Iowa |
| ------------------------------------------------------------------ | ------------------------------------------------------------------ | ------------------------------------------------------------------ | ------------------------------------------------------------------ | ------------------------------------------------------------------ |
| Parti                                                              | Parti                                                              | Candidat                                                           | Votes                                                              | %                                                                  |
|                                                                    | Démocrate                                                          | Sarah Corkery                                                      | 10 479                                                             | 100%                                                               |

| Élection de 2024 du 2e district congressionnel de l'Iowa | Élection de 2024 du 2e district congressionnel de l'Iowa | Élection de 2024 du 2e district congressionnel de l'Iowa | Élection de 2024 du 2e district congressionnel de l'Iowa | Élection de 2024 du 2e district congressionnel de l'Iowa |
| -------------------------------------------------------- | -------------------------------------------------------- | -------------------------------------------------------- | -------------------------------------------------------- | -------------------------------------------------------- |
| Parti                                                    | Parti                                                    | Candidat                                                 | Votes                                                    | %                                                        |
|                                                          | Républicain                                              | Ashley Hinson (sortante)                                 | 233 340                                                  | 57,1                                                     |
|                                                          | Démocrate                                                | Sarah Corkery                                            | 169 740                                                  | 41,5                                                     |
|                                                          | Indépendant                                              | Jody Madlom Puffett                                      | 5381                                                     | 1,3                                                      |
|                                                          | Write-In                                                 | Write-In                                                 | 341                                                      | 0,1                                                      |
| Total des votes                                          | Total des votes                                          | Total des votes                                          | 408 802                                                  | 100%                                                     |
|                                                          | Les Républicains conservent                              |                                                          |                                                          |                                                          |